# Ostrołęka
Pour les articles homonymes, voir Ostrołęka (homonymie).
Ostrołęka (prononcé en polonais : [ɔstrɔˈwɛŋka]), ou Ostrolenka en français, est une ville de la voïvodie de Mazovie, dans le nord-est de la Pologne.
Ville-powiat, elle est le chef-lieu de la powiat d'Ostrołęka, sans en faire partie.
Sa population s'élevait à 53 287 habitants en 2012 et 52 071 en 2019. Elle est la cinquième ville la plus peuplée de la voïvodie.

## Géographie
La ville est arrosée par le Narew, un affluent de la Vistule.

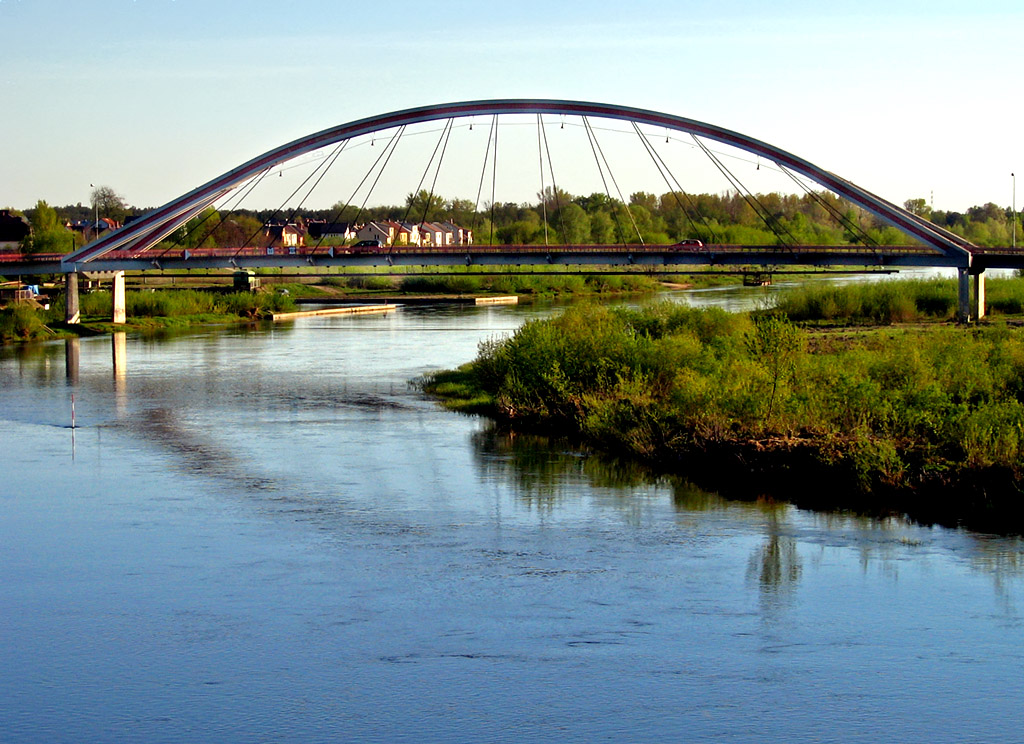
Le pont Madalinski
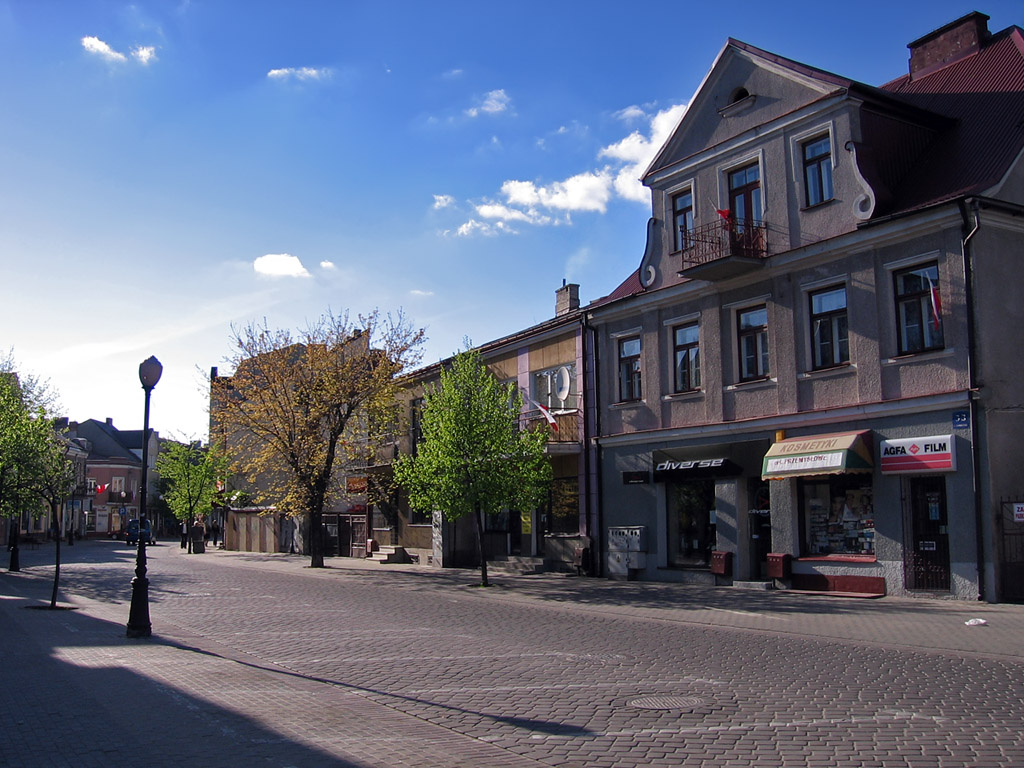
Rue Glowackiego

## Histoire
- 1373 : Ostrołęka obtient le statut de ville.
- XVe et XVIe siècles : la ville devient un important centre de transport en Pologne.
- 1708 : batailles contre les Suédois.
- 1795 : occupation par la Prusse.
- 16 février 1807 : Bataille d'Ostrołęka entre les troupes de Napoléon Ier commandée par Savary et les troupes russes du général Essen. Ostrołęka est mentionnée (comme Ostrolenka) à Versailles et sur nombre d'étendards de régiments français et vaut à quelques officiers français d'être mentionnés sur l'arc de triomphe de l'Étoile
- 1807-1815 : fait partie du Grand-duché de Varsovie.
- 26 mai 1831 : la bataille d'Ostrołęka est l'une des plus importantes du soulèvement polonais de novembre ; toute la journée, les forces polonaises dirigées par Jan Skrzynecki résistent aux assauts des forces impériales russes sous le commandement de Hans Karl von Diebitsch.
- De 1975 à 1998, Ostrołęka est attachée administrativement à la voïvodie d'Ostrołęka et en était le chef-lieu. Depuis le 1er janvier 1999, à la suite de la réforme administrative et territoriale, Nowy Dwór Mazowiecki fait partie de la Voïvodie de Mazovie.

## Démographie
Données en 2014 :
| Description        | Total  | Total | Femmes | Femmes | Hommes | Hommes |
| ------------------ | ------ | ----- | ------ | ------ | ------ | ------ |
| Unité              | Nombre | %     | Nombre | %      | Nombre | %      |
| Population         | 53 710 | 100   | 27 883 | 51,91  | 25 827 | 48,09  |
| Densité (hab./km²) | 1852   | 1852  | 961,48 | 961,48 | 890,59 | 890,59 |

## Le marché du travail à Ostrołęka
Le profil économique de la ville est diversifié. On trouve du travail à Ostrołęka dans de nombreux secteurs d'activité et au sein d'entreprises de tailles diverses. La majorité sont des microentreprises, mais on y trouve également des moyennes et grandes organisations, soit un total de 6 124 entités économiques nationales, selon le statut REGON de novembre 2020 (source : GUS).
- 5 932 entités (dont 45 du secteur public) sont des travailleurs indépendants et des entités comptant jusqu'à 9 employés.

- 136 petites entités (dont 36 entités budgétaires) emploient de 10 à 49 personnes.

- 48 entités de taille moyenne (dont 28 du secteur public) emploient de 50 à 249 personnes.

- 8 entités sont de grande taille, dont 6 comptent entre 250 et 999 employés (4 entités budgétaires) et 2 emploient au moins 1 000 personnes (1 entité privée, 1 entité publique). Les plus grands employeurs d'Ostrołęka sont une centrale électrique, un fabricant d'emballages en cellulose, en papier et en carton, un fabricant de matériaux de construction, une usine de production de verre isolant thermique, ainsi que dans l'industrie agroalimentaire - une usine de saucisses, une coopérative laitière et un fabricant de composants de fruits.

Le Bureau du travail du district d'Ostrołęka dessert les habitants des communes du comitat d'Ostrołęka et de la ville d'Ostrołęka.
Selon les « Informations sur la situation du marché du travail dans le comitat d'Ostrołęka et la ville d'Ostrołęka au premier semestre 2020 » fournies par le PUP, la situation s'améliore. Cette conclusion peut être tirée de l'analyse du taux de chômage au fil des ans, bien qu'il ait légèrement diminué en 2019 et 2020.
Taux de chômage à Ostrołęka (données de juin de chaque année) :
- 2015 – 13,9 %,

- 2016 – 12,4 %,

- 2017 – 11,2 %,

- 2018 – 9,2 %,

- 2019 – 9,1 %,

- 2020 – 9,0 %.

À titre de comparaison, en juin 2020, le taux de chômage calculé pour la Pologne était de 6,1 % et pour la voïvodie de Mazovie de 5,0 % (source : données du GUS).
Sur l'ensemble de la zone d'activité du PUP à Ostrołęka, parmi les personnes en situation particulière sur le marché du travail, les plus nombreux étaient les chômeurs de longue durée (près de 54 % du total), ainsi que les jeunes de moins de 30 ans (29 % du total des chômeurs) et les personnes de plus de 50 ans (26 %).

## Administrations
Liste des maires successifs
- 1975–1978 – Edward Pyskło
- 1978–1985 – Jędrzej Nowak
- 1985–1990 – Stanisław Zaczkowski
- 1990–1992 – Tadeusz Witold Pieczyński
- 1992–1994 – Wiesław Piaściński
- 1994–1998 – Jędrzej Nowak
- 1998–2002 – Arkadiusz Czartoryski
- 2002–2006 – Ryszard Załuska
- depuis 2006 – Janusz Kotowski

## Relations internationales

### Jumelage
La ville d'Ostrołęka est jumelée avec :
- Alytus (Lituanie)
- Balassagyarmat (Hongrie)
- Cafelândia (São Paulo) (Brésil)
- Meppen (Allemagne)
- Masty (Biélorussie)
- Prylouky (Ukraine)
- Slavkov u Brna (Tchéquie)